# Jack Brisco
Freddie Joe Brisco (Blackwell (Oklahoma), 21 september 1941 - Tampa (Florida), 1 februari 2010), beter bekend als Jack Brisco, was een Amerikaans professioneel worstelaar.
Freddie en zijn broer Gerald Brisco worstelden en wonnen samen als tag team The Brisco Brothers vele tag team titels.

## In worstelen
- Finishers
  - Figure four leglock

- Signature moves
  - Superplex
  - Belly to back suplex
  - Sunset flip
  - Sleeper hold
  - Backslide pin

## Prestaties
- All Japan Pro Wrestling
  - NWA World Heavyweight Championship (1 keer)

- Cauliflower Alley Club
  - Lou Thesz Award (2005)
  - Other honoree (1996)

- Championship Wrestling from Florida
  - NWA Brass Knuckles Championship (1 keer)
  - NWA Florida Tag Team Championship (10 keer; 8x met Gerry Brisco, 1x met Ciclon Negro en 1x met Jimmy Garvin)
  - NWA Florida Television Championship (3 keer)
  - NWA North American Tag Team Championship (2 keer met Gerry Brisco)
  - NWA Southern Heavyweight Championship (4 keer)
  - NWA United States Tag Team Championship (5 keer met Gerry Brisco)

- Eastern Sports Association
  - ESA International Tag Team Championship (1 keer met Gerry Brisco)

- Georgia Championship Wrestling
  - NWA Georgia Tag Team Championship (2 keer met Gerry Brisco)
  - NWA National Heavyweight Championship (1 keer)

- Mid-Atlantic Championship Wrestling
  - NWA Eastern States Heavyweight Championship (2 keer)
  - NWA Mid-Atlantic Heavyweight Championship (4 keer)
  - NWA World Tag Team Championship (3 keer met Gerry Brisco)

- NWA Big Time Wrestling
  - NWA World Heavyweight Championship (1 keer)

- NWA Gulf Coast
  - NWA Gulf Coast Louisiana Championship (1 keer)

- NWA Mid-America
  - NWA Southern Heavyweight Championship (1 keer)

- NWA Tri-State
  - NWA Arkansas Heavyweight Championship (1 keer)
  - NWA Oklahoma Heavyweight Championship (1 keer)
  - NWA United States Tag Team Championship (2 keer; 1x met Haystacks Calhoun en 1x met Gorgeous George Jr.)

- Professional Wrestling Hall of Fame and Museum
  - Class of 2005

- Pro Wrestling Illustrated
  - PWI Wrestler of the Year (1973)

- St. Louis Wrestling Club
  - NWA Missouri Heavyweight Championship (2 keer)
  - NWA Missouri Junior Heavyweight Championship (2 keer)

- World Wrestling Council
  - WWC Caribbean Heavyweight Championship (1 keer)
  - WWC North American Tag Team Championship (1 keer met Gerry Brisco)

- World Wrestling Entertainment
  - WWE Hall of Fame (Class of 2008)

- Wrestling Observer Newsletter awards
  - Wrestling Observer Newsletter Hall of Fame (Class of 1996)